# Blauw kattenkruid
Blauw kattenkruid (Nepeta racemosa, synoniem: Nepeta mussinii) is een plantensoort uit de lipbloemenfamilie (Lamiaceae).

## Determinatie
Blauw kattenkruid is een vaste, kruidachtige plant. Ze bereikt een hoogte van 20–40 cm en heeft liggende tot opstijgende stengels, die zowel kaal als viltig behaard kunnen zijn. De grijsgroene bladeren zijn rond tot eirond en hebben een zwak hartvormige voet. De plant is sterk geurend.
Blauw kattenkruid bloeit van juni tot augustus met blauwe, 0,9–1,3 cm grote bloemen. De kroonbuis is langer dan de kelk. De bloemen zitten in schijnkransen.
De vrucht is een vierdelige splitvrucht.

## Ecologie
Blauw kattenkruid is een thermofiele soort die vooral voorkomt op zonnige, stenige standplaatsen. In Nederland wordt ze (verwilderd) vooral aangetroffen tussen weinig betreden plaveisel en bij muurvoeten.

## Verspreiding
Het natuurlijke verspreidingsgebied van blauw kattenkruid omvat de Kaukasus en Noord-Iran. De soort staat in de Nederlandse wachtkamer als nieuwe plant die nu ook in het wild in Nederland voorkomt.

## Cultivatie
Blauw kattenkruid wordt veel gekweekt en verkocht als sierplant voor (sier)tuinen en plantsoenen. Er zijn verscheidene cultivars ontwikkeld.
Enkele bekende cultivars zijn:
- Nepeta racemosa 'Blue Wonder'
- Nepeta racemosa 'Snowflake'

## Fotogalerij

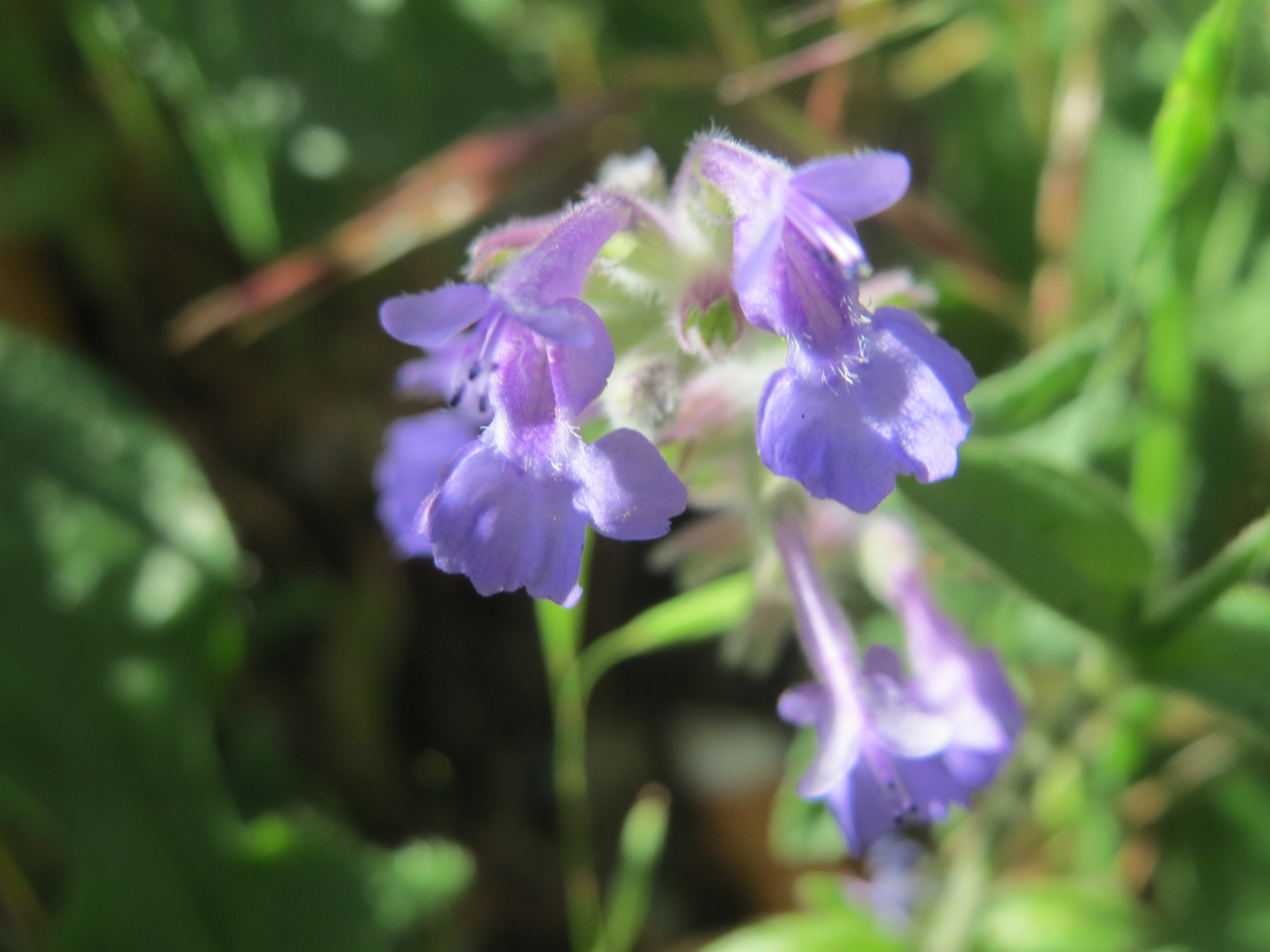
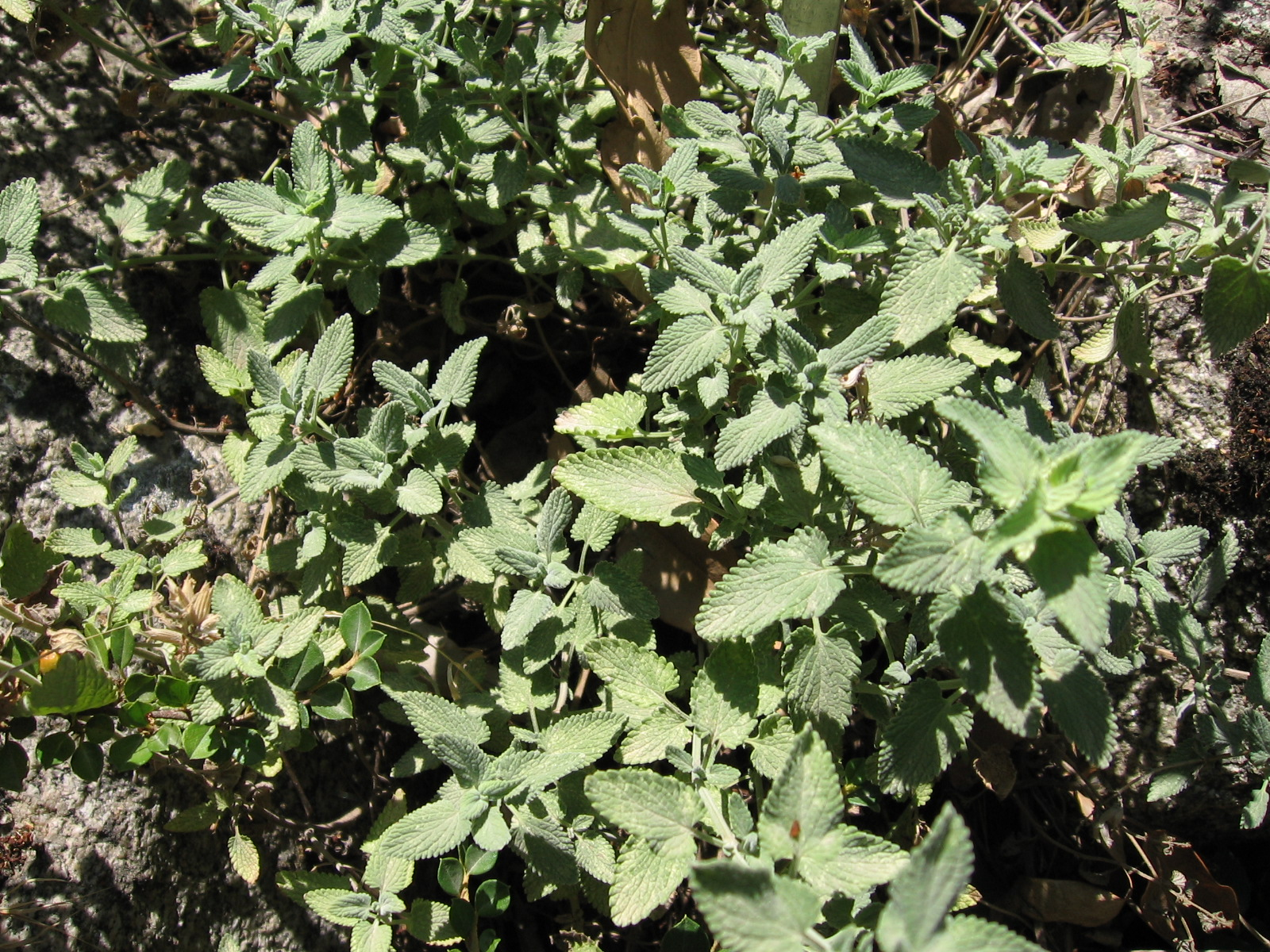